# Berdoues
Berdoues en français, en occitan et gascon Berdoas, est une commune française située dans le sud du département du Gers en région Occitanie. Sur le plan historique et culturel, la commune est dans le pays d'Astarac, un territoire du sud gersois très vallonné, au sol argileux, qui longe le plateau de Lannemezan.
Exposée à un climat océanique altéré, elle est drainée par la Baïse, le ruisseau du Rieutort, le ruisseau du Rodou et par divers autres petits cours d'eau. La commune possède un patrimoine naturel remarquable composé d'une zone naturelle d'intérêt écologique, faunistique et floristique.
Berdoues est une commune rurale qui compte 421 habitants en 2022.  Elle fait partie de l'aire d'attraction d'Auch. Ses habitants sont appelés les Berdousiens ou  Berdousiennes.
Le patrimoine architectural de la commune comprend un immeuble protégé au titre des monuments historiques : l'abbaye de Berdoues, inscrite en 1933.

## Géographie

### Localisation
Berdoues est une commune de Gascogne située en Astarac sur la Baïse à 3,5 km au sud de Mirande.

### Communes limitrophes
Les communes limitrophes sont  Belloc-Saint-Clamens, Mirande, Ponsampère, Saint-Martin, Saint-Maur, Saint-Michel et Saint-Médard.
| Saint-Martin | Mirande      |                      |
| Saint-Maur   | Berdoues     | Saint-Médard         |
| Ponsampère   | Saint-Michel | Belloc-Saint-Clamens |

### Géologie et relief
Berdoues se situe en zone de sismicité 2 (sismicité faible).

### Hydrographie

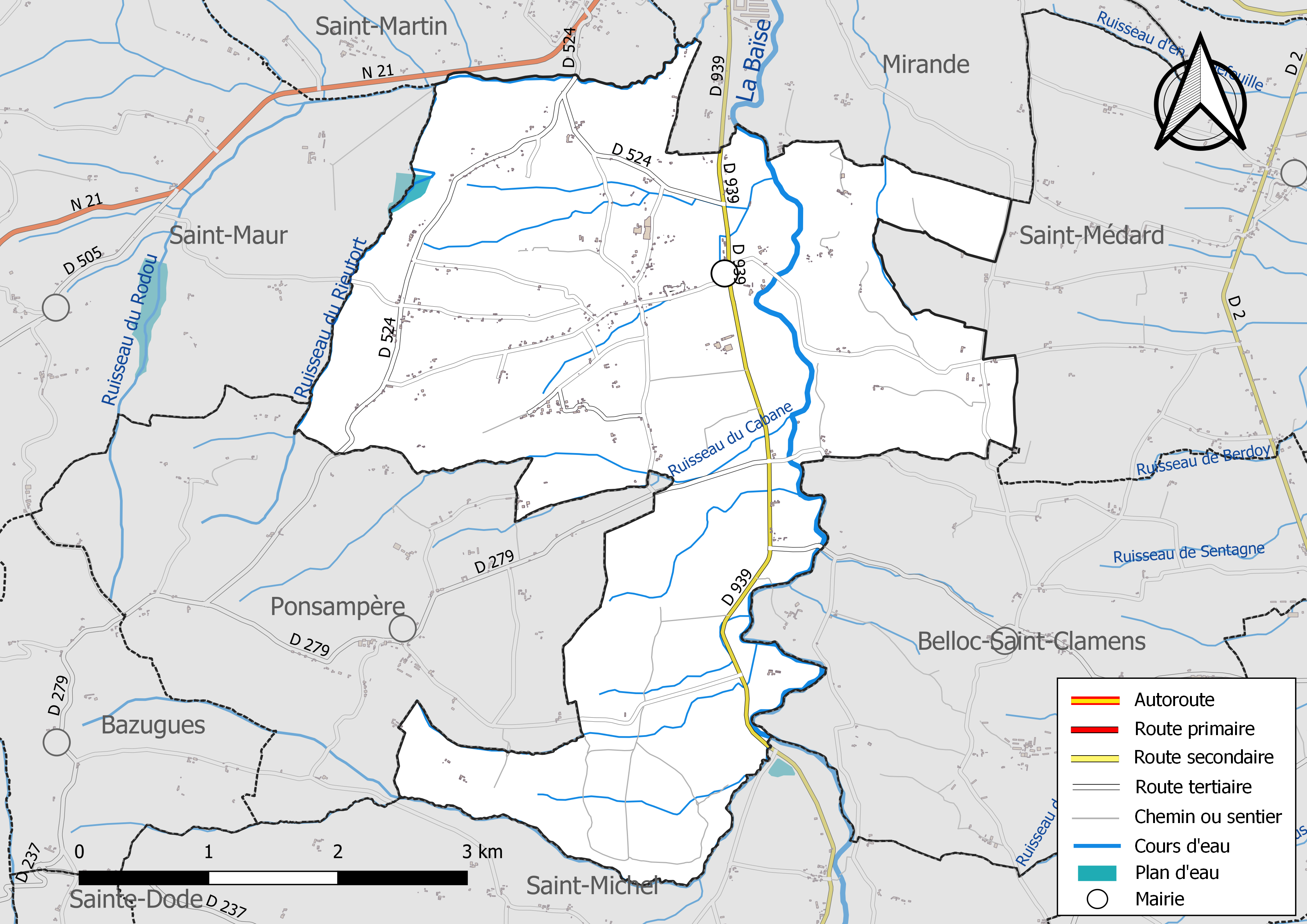
Réseaux hydrographique et routier de Berdoues.

La commune est dans le bassin de la Garonne, au sein du bassin hydrographique Adour-Garonne. Elle est drainée par la Baïse, le ruisseau du Rieutort, le ruisseau du Rodou, le ruisseau du Cabane et par divers petits cours d'eau, qui constituent un réseau hydrographique de 28 km de longueur totale,.
La Baïse, d'une longueur totale de 187,6 km, prend sa source dans la commune de Capvern et s'écoule vers le nord. Elle traverse la commune et se jette dans la Garonne à Saint-Léger, après avoir traversé 52 communes.

### Climat
Pour des articles plus généraux, voir Climat de l'Occitanie et Climat du Gers.
En 2010, le climat de la commune est de type climat du Bassin du Sud-Ouest, selon une étude s'appuyant sur une série de données couvrant la période 1971-2000. En 2020, Météo-France publie une typologie des climats de la France métropolitaine dans laquelle la commune est exposée à un climat océanique altéré et est dans la région climatique Aquitaine, Gascogne, caractérisée par une pluviométrie abondante au printemps, modérée en automne, un faible ensoleillement au printemps, un été chaud (19,5 °C), des vents faibles, des brouillards fréquents en automne et en hiver et des orages fréquents en été (15 à 20 jours).
Pour la période 1971-2000, la température annuelle moyenne est de 13 °C, avec une amplitude thermique annuelle de 15,3 °C. Le cumul annuel moyen de précipitations est de 817 mm, avec 10,9 jours de précipitations en janvier et 6,3 jours en juillet. Pour la période 1991-2020, la température moyenne annuelle observée sur la station météorologique la plus proche, située sur la commune de Mirande à 3 km à vol d'oiseau, est de 13,6 °C et le cumul annuel moyen de précipitations est de 818,5 mm,. Pour l'avenir, les paramètres climatiques de la commune estimés pour 2050 selon différents scénarios d’émission de gaz à effet de serre sont consultables sur un site dédié publié par Météo-France en novembre 2022.

### Milieux naturels et biodiversité

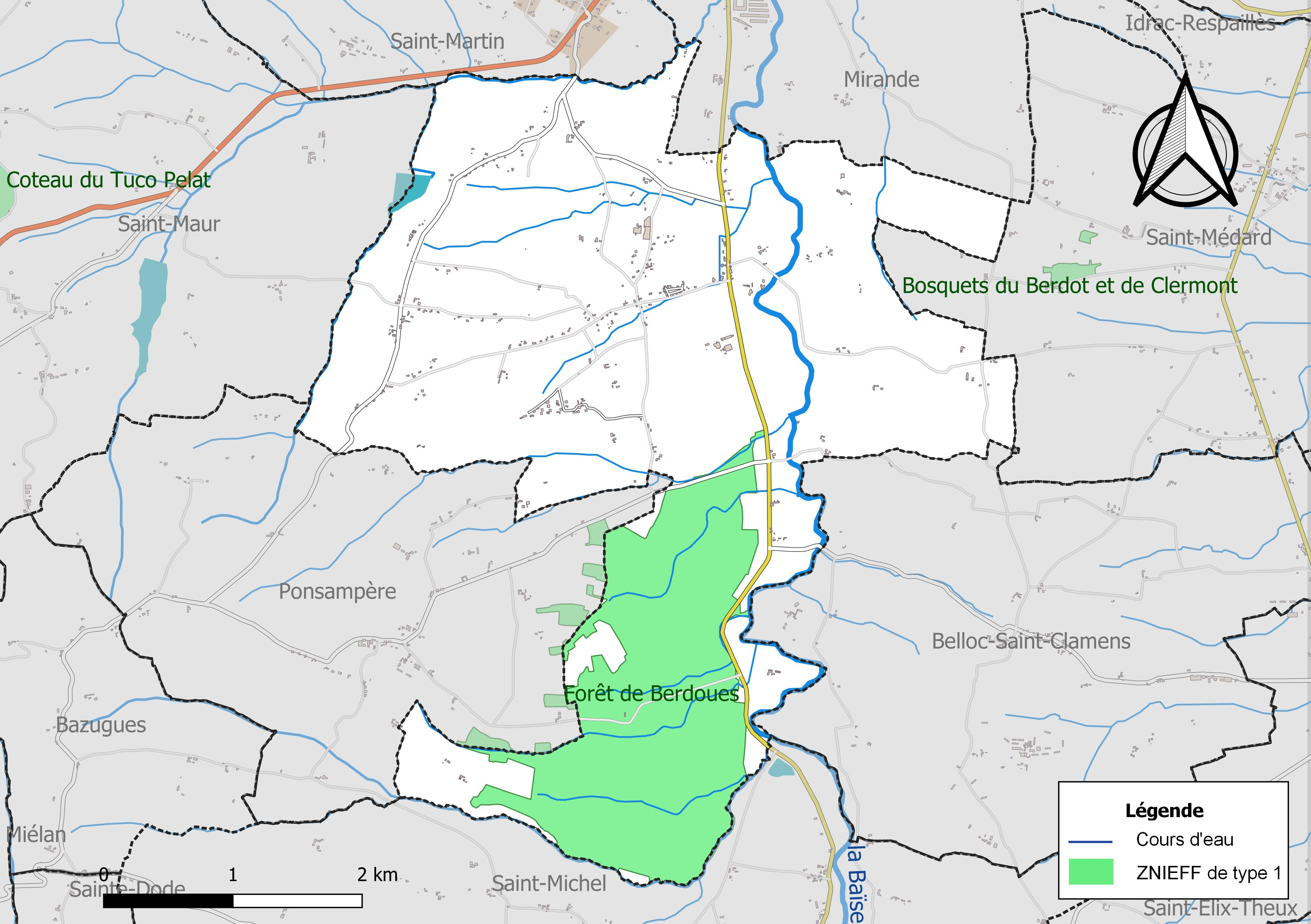
Carte de la ZNIEFF de type 1 localisée sur la commune.

L’inventaire des zones naturelles d'intérêt écologique, faunistique et floristique (ZNIEFF) a pour objectif de réaliser une couverture des zones les plus intéressantes sur le plan écologique, essentiellement dans la perspective d’améliorer la connaissance du patrimoine naturel national et de fournir aux différents décideurs un outil d’aide à la prise en compte de l’environnement dans l’aménagement du territoire.
Une ZNIEFF de type 1 est recensée sur la commune :
la « forêt de Berdoues » (389 ha), couvrant 4 communes du département.

## Urbanisme

### Typologie
Au 1er janvier 2024, Berdoues est catégorisée commune rurale à habitat très dispersé, selon la nouvelle grille communale de densité à sept niveaux définie par l'Insee en 2022.
Elle est située hors unité urbaine. Par ailleurs la commune fait partie de l'aire d'attraction d'Auch, dont elle est une commune de la couronne,. Cette aire, qui regroupe 112 communes, est catégorisée dans les aires de 50 000 à moins de 200 000 habitants,.

### Occupation des sols
L'occupation des sols de la commune, telle qu'elle ressort de la base de données européenne d’occupation biophysique des sols Corine Land Cover (CLC), est marquée par l'importance des territoires agricoles (76,3 % en 2018), une proportion identique à celle de 1990 (76,3 %). La répartition détaillée en 2018 est la suivante : 
terres arables (41,8 %), zones agricoles hétérogènes (29,7 %), forêts (22 %), prairies (4,8 %), milieux à végétation arbustive et/ou herbacée (1,7 %). L'évolution de l’occupation des sols de la commune et de ses infrastructures peut être observée sur les différentes représentations cartographiques du territoire : la carte de Cassini (XVIIIe siècle), la carte d'état-major (1820-1866) et les cartes ou photos aériennes de l'IGN pour la période actuelle (1950 à aujourd'hui).

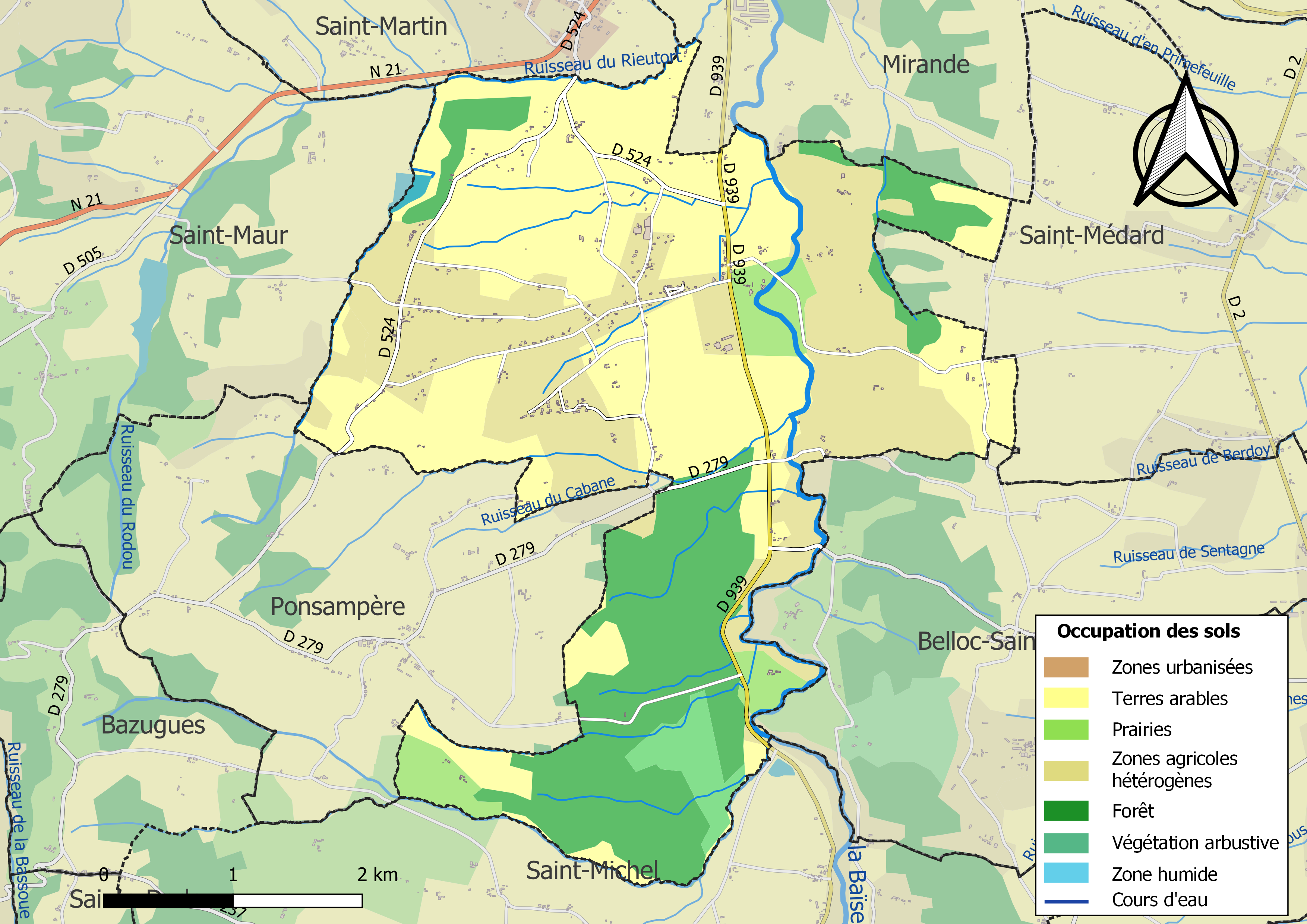
Carte des infrastructures et de l'occupation des sols de la commune en 2018 (CLC).

### Risques majeurs
Le territoire de la commune de Berdoues est vulnérable à différents aléas naturels : météorologiques (tempête, orage, neige, grand froid, canicule ou sécheresse), inondations et séisme (sismicité faible). Il est également exposé à un risque technologique, la rupture d'un barrage. Un site publié par le BRGM permet d'évaluer simplement et rapidement les risques d'un bien localisé soit par son adresse soit par le numéro de sa parcelle.

#### Risques naturels
Certaines parties du territoire communal sont susceptibles d’être affectées par le risque d’inondation par débordement de cours d'eau, notamment la Baïse. La cartographie des zones inondables en ex-Midi-Pyrénées réalisée dans le cadre du XIe Contrat de plan État-région, visant à informer les citoyens et les décideurs sur le risque d’inondation, est accessible sur le site de la DREAL Occitanie. La commune a été reconnue en état de catastrophe naturelle au titre des dommages causés par les inondations et coulées de boue survenues en 1988, 1999 et 2009,.

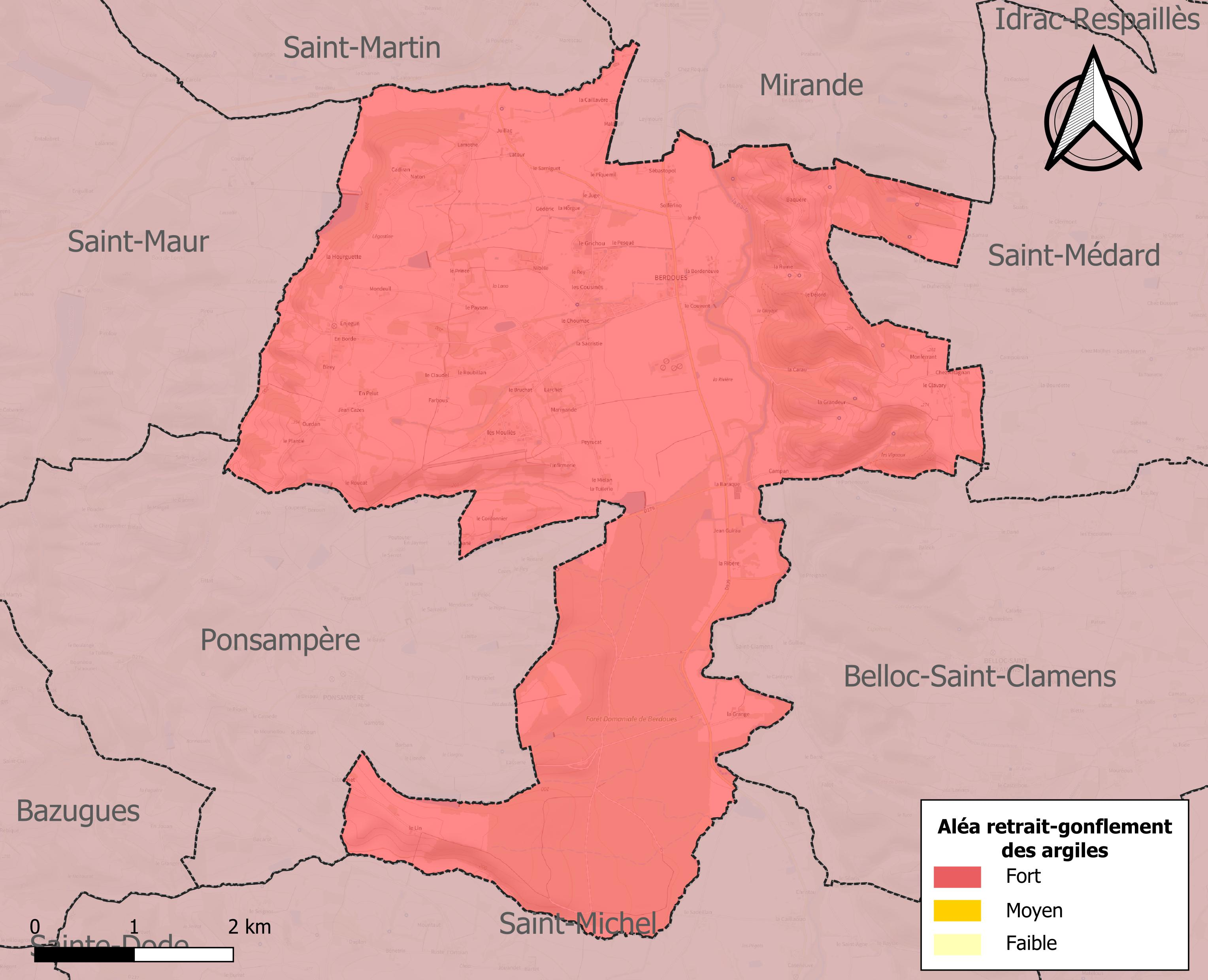
Carte des zones d'aléa retrait-gonflement des sols argileux de Berdoues.

Le retrait-gonflement des sols argileux est susceptible d'engendrer des dommages importants aux bâtiments en cas d’alternance de périodes de sécheresse et de pluie. La totalité de la commune est en aléa moyen ou fort (94,5 % au niveau départemental et 48,5 % au niveau national). Sur les 223 bâtiments dénombrés sur la commune en 2019, 223 sont en aléa moyen ou fort, soit 100 %, à comparer aux 93 % au niveau départemental et 54 % au niveau national. Une cartographie de l'exposition du territoire national au retrait gonflement des sols argileux est disponible sur le site du BRGM,.
Par ailleurs, afin de mieux appréhender le risque d’affaissement de terrain, l'inventaire national des cavités souterraines permet de localiser celles situées sur la commune.
Concernant les mouvements de terrains, la commune a été reconnue en état de catastrophe naturelle au titre des dommages causés par la sécheresse en 1989, 1994 et 2017 et par des mouvements de terrain en 1999.

#### Risques technologiques
La commune est en outre située en aval du barrage de Puydarrieux, un ouvrage de classe A disposant d'une retenue de 14,5 millions de mètres cubes. À ce titre elle est susceptible d’être touchée par l’onde de submersion consécutive à la rupture de cet ouvrage.

## Histoire
De la grande abbaye cistercienne fondée en 1137, mère de nombreuses bastides, il ne reste qu'un bâtiment édifié au XVIIIe siècle.

## Politique et administration

### Liste des maires
| Période                                  | Période  | Identité         | Étiquette | Qualité  |
| ---------------------------------------- | -------- | ---------------- | --------- | -------- |
| 1995                                     | 2020     | Raymond Senac    | DVG       | Retraité |
| 2020                                     | En cours | Fabienne Saphore |           | Retraité |
| Les données manquantes sont à compléter. |          |                  |           |          |

## Population et société

### Démographie
| 1793 | 1800 | 1806 | 1821 | 1831 | 1841 | 1846 | 1851 | 1856 |
| ---- | ---- | ---- | ---- | ---- | ---- | ---- | ---- | ---- |
| 291  | 233  | 339  | 322  | 340  | 309  | 325  | 298  | 321  |

| 1861 | 1866 | 1872 | 1876 | 1881 | 1886 | 1891 | 1896 | 1901 |
| ---- | ---- | ---- | ---- | ---- | ---- | ---- | ---- | ---- |
| 302  | 578  | 544  | 555  | 538  | 530  | 475  | 444  | 466  |

| 1906 | 1911 | 1921 | 1926 | 1931 | 1936 | 1946 | 1954 | 1962 |
| ---- | ---- | ---- | ---- | ---- | ---- | ---- | ---- | ---- |
| 447  | 423  | 355  | 356  | 349  | 346  | 335  | 323  | 316  |

| 1968 | 1975 | 1982 | 1990 | 1999 | 2006 | 2007 | 2012 | 2017 |
| ---- | ---- | ---- | ---- | ---- | ---- | ---- | ---- | ---- |
| 356  | 463  | 445  | 470  | 352  | 397  | 404  | 473  | 424  |

| 2022 | - | - | - | - | - | - | - | - |
| ---- | - | - | - | - | - | - | - | - |
| 421  | - | - | - | - | - | - | - | - |

### Manifestations culturelles et festivités
- Fêtes patronales : 1er dimanche de mai et 8 septembre[29].

## Économie

### Revenus
En 2018  (données Insee publiées en septembre 2021), la commune compte 189 ménages fiscaux, regroupant 441 personnes. La médiane du revenu disponible par unité de consommation est de 20 270 € (20 820 € dans le département).

### Emploi
|                | 2008  | 2013  | 2018  |
| -------------- | ----- | ----- | ----- |
| Commune        | 2,9 % | 7 %   | 8,1 % |
| Département    | 6,1 % | 7,5 % | 8,2 % |
| France entière | 8,3 % | 10 %  | 10 %  |

En 2018, la population âgée de 15 à 64 ans s'élève à 258 personnes, parmi lesquelles on compte 75,6 % d'actifs (67,5 % ayant un emploi et 8,1 % de chômeurs) et 24,4 % d'inactifs,. Depuis 2008, le taux de chômage communal (au sens du recensement) des 15-64 ans est inférieur à celui de la France et du département.
La commune fait partie de la couronne de l'aire d'attraction d'Auch, du fait qu'au moins 15 % des actifs travaillent dans le pôle,. Elle compte 77 emplois en 2018, contre 65 en 2013 et 48 en 2008. Le nombre d'actifs ayant un emploi résidant dans la commune est de 174, soit un indicateur de concentration d'emploi de 44 % et un taux d'activité parmi les 15 ans ou plus de 53 %.
Sur ces 174 actifs de 15 ans ou plus ayant un emploi, 46 travaillent dans la commune, soit 26 % des habitants. Pour se rendre au travail, 87,4 % des habitants utilisent un véhicule personnel ou de fonction à quatre roues, 1,2 % les transports en commun, 2,3 % s'y rendent en deux-roues, à vélo ou à pied et 9,1 % n'ont pas besoin de transport (travail au domicile).

### Activités hors agriculture
30 établissements sont implantés  à Berdoues au 31 décembre 2019. Le tableau ci-dessous en détaille le nombre par secteur d'activité et compare les ratios avec ceux du département,.
Le secteur du commerce de gros et de détail, des transports, de l'hébergement et de la restauration est prépondérant sur la commune puisqu'il représente 26,7 % du nombre total d'établissements de la commune (8 sur les 30 entreprises implantées  à Berdoues), contre 27,7 % au niveau départemental.

### Agriculture
La commune est dans l'Astarac, une petite région agricole englobant tout le Sud du départementle centre-nord du département du Gers, un quart de sa superficie, et correspond au pied de lʼéventail gascon. En 2020, l'orientation technico-économique de l'agriculture  sur la commune est la polyculture et/ou le polyélevage.
|               | 1988  | 2000 | 2010 | 2020 |
| ------------- | ----- | ---- | ---- | ---- |
| Exploitations | 58    | 25   | 18   | 16   |
| SAU (ha)      | 1 715 | 739  | 558  | 595  |

Le nombre d'exploitations agricoles en activité et ayant leur siège dans la commune est passé de 58 lors du recensement agricole de 1988  à 25 en 2000 puis à 18 en 2010 et enfin à 16 en 2020, soit une baisse de 72 % en 32 ans. Le même mouvement est observé à l'échelle du département qui a perdu pendant cette période 51 % de ses exploitations,. La surface agricole utilisée sur la commune a également diminué, passant de 1 715 ha en 1988 à 595 ha en 2020. Parallèlement la surface agricole utilisée moyenne par exploitation a augmenté, passant de 30 à 37 ha.

### Entreprises et commerces
Commune agricole qui possède sa coopérative agricole, des silos et une usine d'outillage agricole.

## Culture locale et patrimoine

### Lieux et monuments

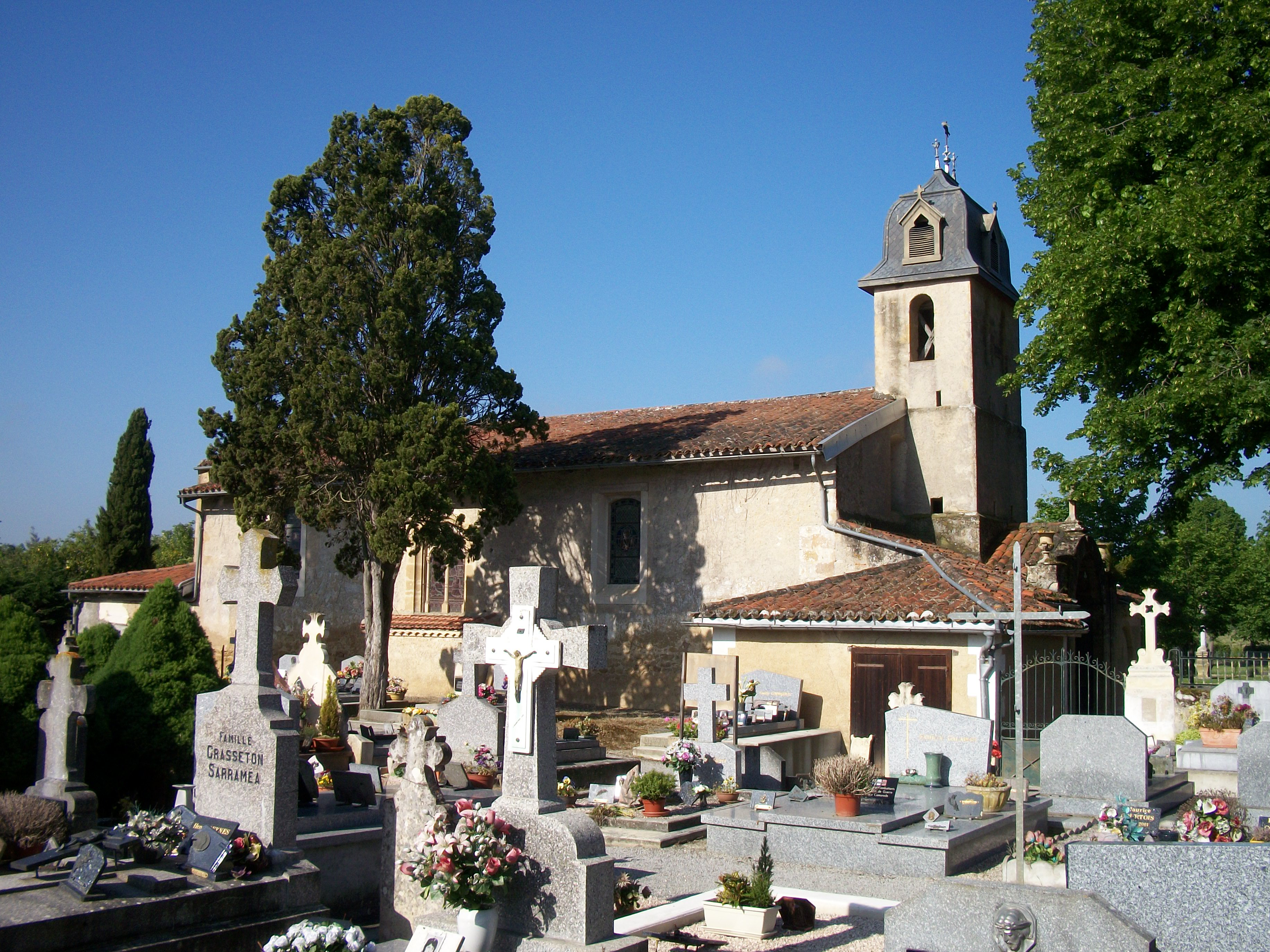
Église Notre-Dame-de-la-Pitié.

- Ancienne abbaye cistercienne de Berdoues[34]. Il n'en reste qu'une chapelle du XIXe siècle constituée à partir des vestiges de l'ancien cloître.
- Motte castrale du Delord, identifiée au castellum de Paderns cité dans le cartulaire de Berdoues dès 1166 (acte n°94)[35].
- Motte castrale de Lamothe, à 1,8 km au nord-ouest du village de Berdoues.
- Château de Latour, remontant probablement en partie aux XVIe-XVIIe siècles.
- Site castral de La Ribère, cité comme castellum en 1208 dans le cartulaire de Berdoues (acte n°14)[35], et alors possédé par Bernard de Troncens. En l'absence de vestiges visibles aujourd'hui en élévation, l'emplacement ne peut en être assuré : il s'agit peut-être de La Rivière, à 1,5 km au sud du village de Berdoues.
- Forêt domaniale et ses sentiers.
- Église Notre-Dame-de-la-Pitié.

### Héraldique
Pour un article plus général, voir Armorial des communes du Gers.
| Blason de Berdoues | Blason  | D'azur à trois besants d'or.                                                        |
| Blason de Berdoues | Détails | Armes de l'ancienne abbaye de Berdoues. Présent sur le site Internet de la commune. |